# Anoplius marginatus
Anoplius marginatus är en stekelart som först beskrevs av Thomas Say.  Anoplius marginatus ingår i släktet Anoplius och familjen vägsteklar. Inga underarter finns listade i Catalogue of Life.